# Wiąg (gromada)
Wiąg – dawna gromada, czyli najmniejsza jednostka podziału terytorialnego Polskiej Rzeczypospolitej Ludowej w latach 1954–1972.
Gromady, z gromadzkimi radami narodowymi (GRN) jako organami władzy najniższego stopnia na wsi, funkcjonowały od reformy reorganizującej administrację wiejską przeprowadzonej jesienią 1954 do momentu ich zniesienia z dniem 1 stycznia 1973, tym samym wypierając organizację gminną w latach 1954–1972.
Gromadę Wiąg z siedzibą GRN w Wiągu utworzono – jako jedną z 8759 gromad na obszarze Polski – w powiecie świeckim w woj. bydgoskim, na mocy uchwały nr 24/12 WRN w Bydgoszczy z dnia 5 października 1954. W skład jednostki weszły obszary dotychczasowych gromad Wiąg, Czapelki i Dolne Sartowice ze zniesionej gminy Świecie oraz wieś Święte z dotychczasowej gromady Nowe Marzy ze zniesionej gminy Grupa w tymże powiecie. Dla gromady ustalono 23 członków gromadzkiej rady narodowej.
Gromadę zniesiono 31 grudnia 1959, a jej obszar włączono do nowo utworzonej gromady Świecie w tymże powiecie.